# Matricariinae
Matricariinae je podtribus biljaka, dio tribusa Anthemideae. Najpoznatiji predstavnici su rodovi kamilica ( Matricaria ), stolisnik (Achillea ) i tarkun  (Anacyclus)
Monotipski rod Heliocauta marokanski je endem.

## Rodovi
1. Achillea L. (140 spp.)
2. Anacyclus L.  (8 spp.)
3. Heliocauta Humphries  (1 sp.)
4. Matricaria L.  (5 spp.)